# Wilhelm Bleicher
Wilhelm Bleicher (* 5. März 1940 in Hohenlimburg; † 18. Januar 2016 in Iserlohn) war ein deutscher Heimatkundler und Autor.

## Leben
Bleicher studierte ab 1959 in Köln, Bonn und Münster Germanistik, Geographie, Geschichte und Philosophie. Ab 1964 studierte er an der Westfälischen Wilhelms-Universität Ur- und Frühgeschichte und wurde dort 1985 bei Karl Narr mit einer Untersuchung über die Eisenzeit in den Höhlen des Hönnetals promoviert. Nach seiner Assessorenzeit bekam er am 11. November 1968 eine Anstellung als Studienrat am Märkischen Gymnasium in Iserlohn mit Lehrbefugnis in Deutsch und Erdkunde. Ab 1975 war er dort Studiendirektor. Nebenberuflich arbeitete Bleicher vom 1. Januar 1976 bis zum 31. März 1985 als wissenschaftlicher Leiter des Hagener Heimatmuseums im Schloss Hohenlimburg („Museum Hohenlimburg“), wo er die Abteilung für Ur- und Frühgeschichte aufbaute, dem Vorläufer des Museums für Ur- und Frühgeschichte im Wasserschloss Werdringen.
Wilhelm Bleicher war Redakteur der Monatsschrift Hohenlimburger Heimatblätter für den Raum Hagen und Iserlohn. Von Bleicher stammen ungefähr 400 landeskundliche, überwiegend lokalgeschichtliche Aufsätze. Er wurde 1991 mit der silbernen Ehrennadel der Stadt Iserlohn für Verdienste in der Landeskunde ausgezeichnet. Einige seiner Werke – darunter auch der Abschnitt B („Der qualifizierte Befund“) des Kapitels VI der 1991 publizierten Fassung seiner Dissertation – sind als „spekulativ“ umstritten. Er ist ein Vorreiter der esoterischen Heimatforschung und befasste sich mit Geomantie und dem Auspendeln von Datierungen, worüber er einige Aufsätze veröffentlichte.
Bleicher setzte sich für den Erhalt der Westfälischen Sprache ein. Unter seiner Leitung stand seit Anfang der 1980er Jahre der „Arbeitskreis Niederdeutsch“ des Heimatbundes Märkischer Kreis. Wilhelm Bleicher lebte in Iserlohn.
In Heft 5/2015 der Hohenlimburger Heimatblätter für den Raum Hagen und Iserlohn wurde der von Bleicher verfasste revisionistische Aufsatz „Der Soldat und Brigadeführer der Waffen-SS Fritz Witt“ publiziert. Diese Darstellung führte zu heftiger Kritik in politischen und gesellschaftlichen Kreisen in Hagen und darüber hinaus. Der Historiker Ralf Blank wies in einer Gegendarstellung, die er im Auftrag des Oberbürgermeisters der Stadt Hagen verfasste, u. a. nach, dass Bleicher den aktuellen Forschungsstand zur SS nicht beachtet hatte, unseriöse und rechtsextreme Quellen benutzte und ein vorwiegend in rechten Kreisen verbreitetes Bild der Waffen-SS verbreitet hatte. Nachdem der Verein für Orts- und Heimatkunde Hohenlimburg sich distanziert hatte, bat Bleicher öffentlich um Verzeihung und trat von der Redaktion zurück. Die Fraktion Grüne/Bündnis 90 im Rat der Stadt Hagen forderte die Rückgabe der 2014 an Bleicher verliehenen Ehrennadel.
Wilhelm Bleicher starb am 18. Januar 2016 nach schwerer Krankheit.

## Auszeichnungen
- 1991 Silberne Ehrennadel der Stadt Iserlohn
- 1998 Bundesverdienstkreuz am Bande
- 2014 Ehrennadel der Stadt Hagen

## Schriften (Auswahl)
- Märchen aus der alten Grafschaft Mark. Eine bisher unbekannte Märchenprovinz im Herzen Deutschlands zu Zeiten der Brüder Grimm. Mönnig, Iserlohn 1988, ISBN 3-922885-42-X.
- Die Bedeutung der eisenzeitlichen Höhlenfunde des Hönnetals. Ein Beitrag zur Ur- und Frühgeschichte des nördlichen Sauerlandes (= Altenaer Beiträge. 19). Freunde der Burg Altena e.V., Altena 1991, ISBN 3-923262-04-3.
- Hohenlimburger Sagen. Dorau, Hagen 1991.
- Iserlohner Sagen. Eine Sammlung von 282 Sagen, die Iserlohn zur sagenreichsten Stadt Westfalens machen. Mönnig, Iserlohn 1991, ISBN 3-922885-50-0 (2., erweiterte Auflage: Iserlohner Sagen. Eine Sammlung von 300 Sagen, die Iserlohn zur sagenreichsten Stadt Westfalens machen. ebenda 2006, ISBN 3-938587-05-9).
- Der Soldat und Brigade-Führer der Waffen-SS Fritz Witt aus Hohenlimburg. In: Hohenlimburger Heimatblätter für den Raum Hagen und Iserlohn 76, H. 5, 2015, S. 149–167.